# Sufoze

Schéma sufoze

Sufoze (častěji sufóze, též suffóze, z lat. suffodio – podrývat) je mechanický odnos drobných půdních či horninových částic podzemní vodou, což má za následek sesedání povrchu, vznik podzemních výdutí či tzv. sufózních studní (trychtýřovité sníženiny). Sufoze patří mezi základní fluviální svahové pochody.
Rozlišuje se chemická sufóze (postupné rozpouštění tmelu či jiných částí hornin) a mechanická sufóze (vlastní vyplavování).